# Abschiedslinde bei Kammerbach
Die Abschiedslinde, die auch Auswandererlinde genannt wird, verdankt ihre Namen den erstmals in der ersten Hälfte des 19. Jahrhunderts auswandernden Bewohnern Kammerbachs, die von den Zurückbleibenden bis zu dem Baum begleitet und dort verabschiedet wurden. Bereits in der Mitte der 1930er Jahre ist die Winterlinde (Tilia cordata) zu einem Naturdenkmal erklärt worden. Ihr Alter wird in einem, im Jahr 1984 erschienenen Buch des Kunsthistorikers und Fotografen Thomas Wiegand mit mindestens 300 Jahren angegeben. Der Stamm der knorrigen Linde hat einen Umfang von rund sechs Metern, ihre Höhe wird auf mehr als 19 Meter geschätzt. Drahtseile und Eisenstangen sichern sie gegen den Verkehr. Der gemauerte Sockel, auf dem sie steht, erhielt von der Straßenbauverwaltung des Landes Hessen ein Stahlkorsett.

## Standort
Der Baum befindet sich auf einer Anhöhe unweit des westlichen Dorfausgangs von Kammerbach, einem Ortsteil der Stadt Bad Sooden-Allendorf im nordhessischen Werra-Meißner-Kreis, innerhalb des Geo-Naturparks Frau-Holle-Land. Die Abschiedslinde steht gegenüber dem Kammerbacher Wasserbehälter an der Landesstraße 3239 nach Dudenrode, über die auch Hilgershausen erreicht werden kann. In der naturräumlichen Gliederung Deutschlands, die auf der Geographischen Landesaufnahme des Instituts für Landeskunde Bad Godesberg basiert, liegt der Wuchsort der Abschiedslinde im Grenzbereich zwischen der Teileinheit Meißnervorland (358.03) des Unteren Werraberglands (358) und der Teileinheit Nördliche Meißnervorberge (357.80) des Fulda-Werra-Berglands (357). Sie werden der Haupteinheitengruppe des Osthessischen Berglands zugeordnet.

## Geschichte
In Überlieferungen wird berichtet, dass es im 19. Jahrhundert wiederholt zu Missernten mit Hungerjahren kam, die die Bewohner in den Dörfern am Meißner und im Vorland veranlassten ein besseres Leben anderswo zu suchen. Erstmals um das Jahr 1823 werden nach Amerika auswandernde Kammerbacher Einwohner erwähnt, zwischen 1845 und 1857 werden 109 Auswanderer genannt. Neben Amerika war auch England, wegen der dort einsetzenden Industrialisierung ein Ziel. Die Dorfbewohner begleiteten die Auswanderer mit ihrem Gepäck bis auf die Anhöhe hinter Kammerbach und nahmen an der Linde von ihnen Abschied. Auch die Soldaten aus Kammerbach, Orferode und Allendorf, die 1870 und 1871 in den Deutsch-Französischen Krieg zogen, wurden von ihren Angehörigen auf dem Weg zur Garnison bis zu Linde auf der Kuppe begleitet.
Im Jahr 1977 wurde die Abschiedslinde mit finanzieller Hilfe von Kreis und Land auf Initiative des Kreisnaturschutzbeauftragten von einer Spezialfirma aufwendig saniert. Faules, morsches und das von Pilzen besiedelte Holz ist dabei entfernt und der hohle Stamm mit Gewindestäben stabilisiert worden. Die mit mehr als zehn dicken Astgabeln vielverzweigte, weit ausladende Krone wurde ausgelichtet und mit Drahtseilen verspannt, um sie gegen Stürme zu schützen.

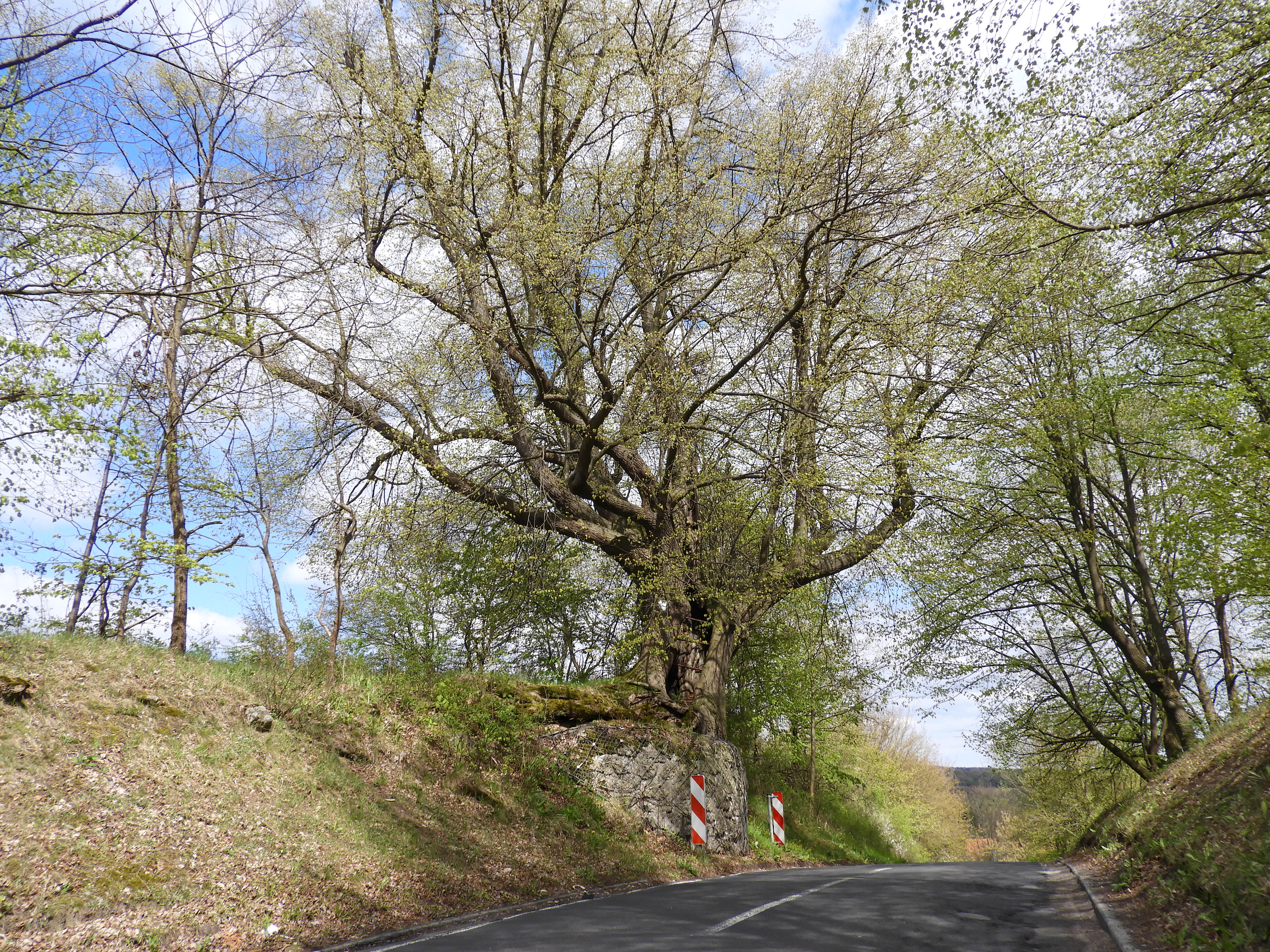
Die Abschiedslinde an der Landesstraße 3239
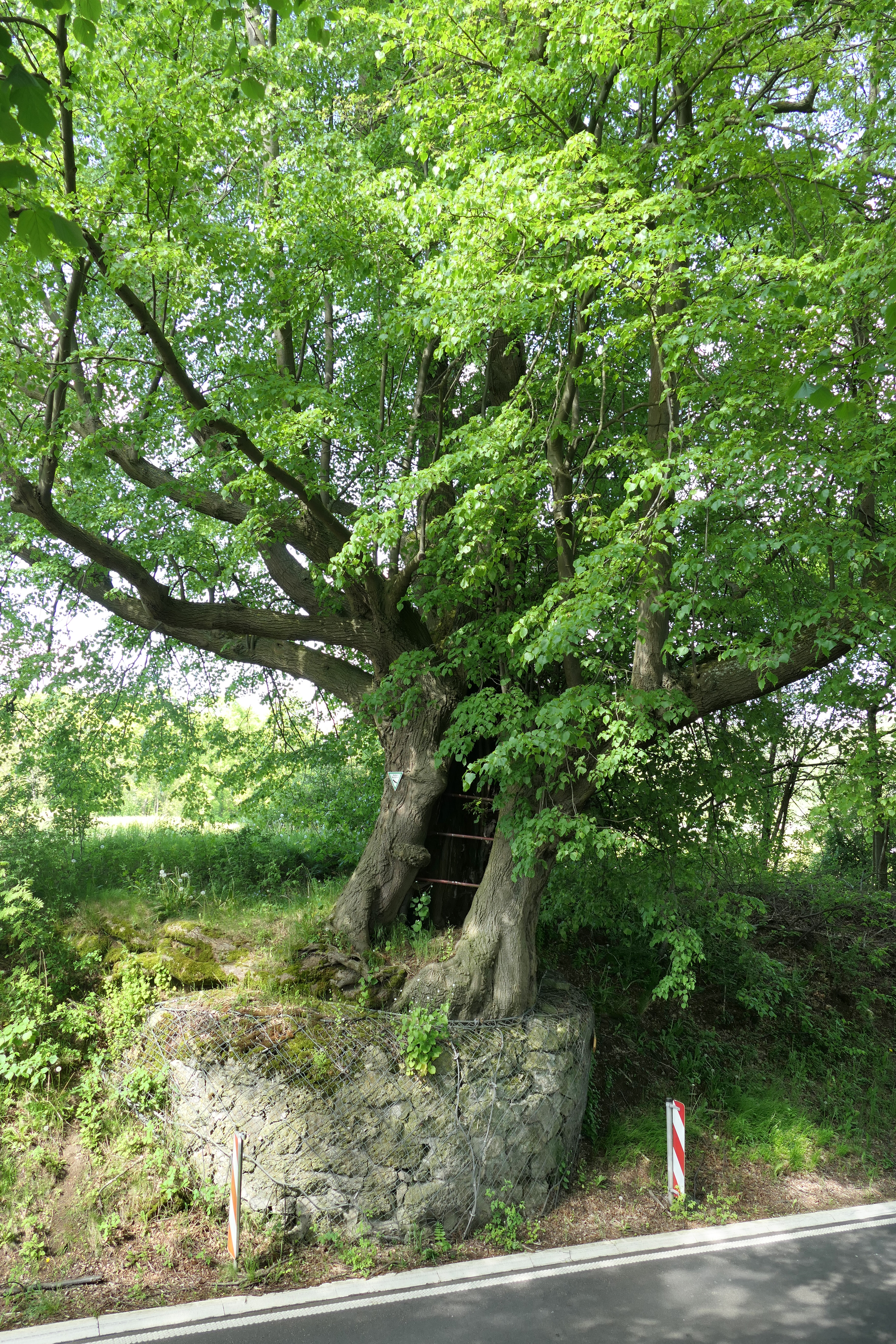
Der Stammfuß auf dem gemauerten Sockel
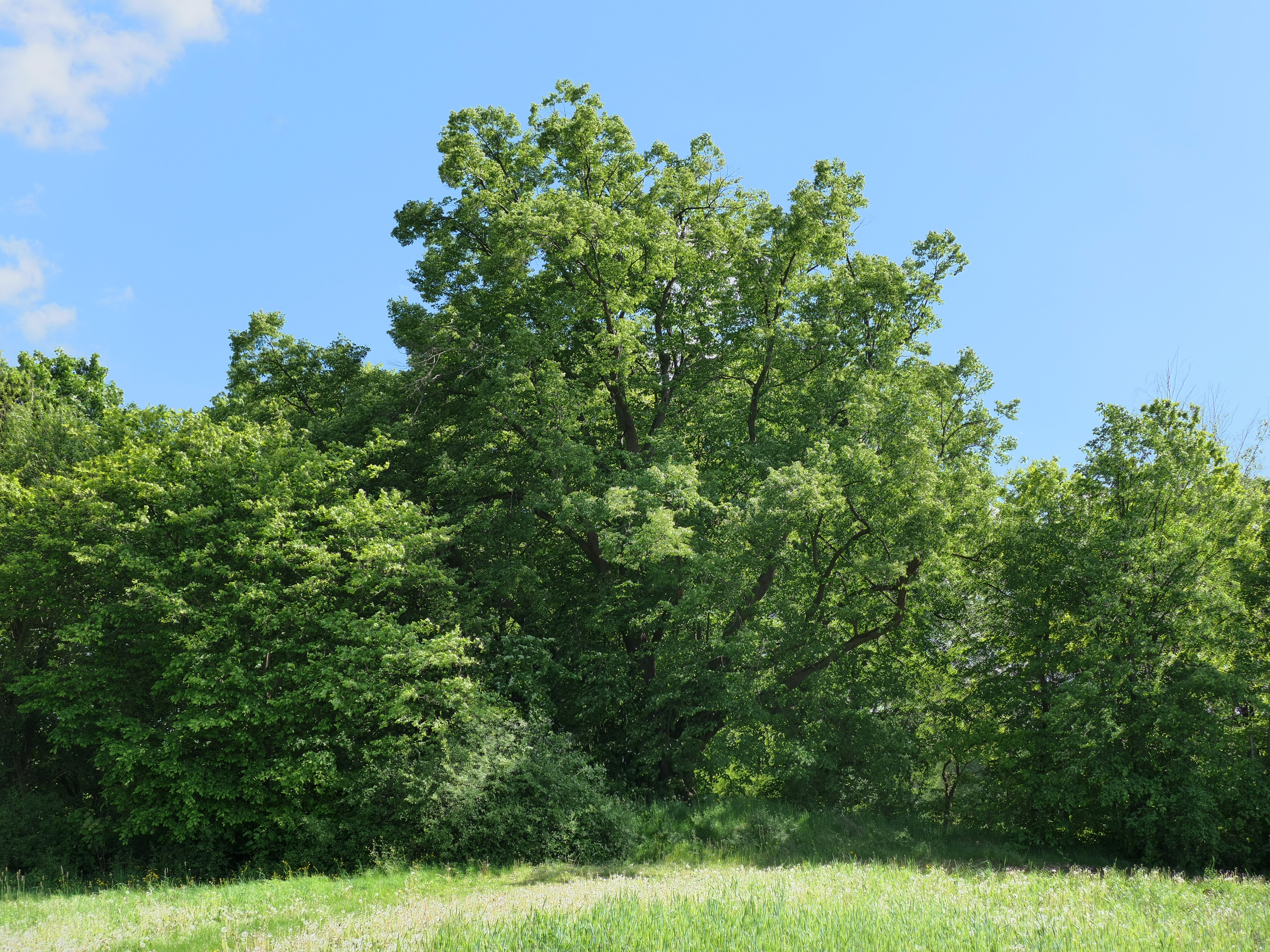
Die Linde aus nördlicher Richtung

## Schutz
Mit Zustimmung der höheren Naturschutzbehörde wurde die Abschiedslinde am 1. August 1936 unter der laufenden Nummer 60 in das Naturdenkmalbuch des Landkreises Witzenhausen eingetragen und erhielt mit der Verordnung zur Sicherung von Naturdenkmalen in den Stadt- und Landkreisen des Regierungsbezirks Kassel am 1. November 1936 den Schutz des Reichsnaturschutzgesetzes. Mit dem Inkrafttreten des Bundesnaturschutzgesetzes im Dezember 1976, das das bis dahin geltende Reichsnaturschutzgesetz ablöste, wird die Linde als „rechtsverbindlich festgesetzte Einzelschöpfung der Natur“ durch das Bundesnaturschutzgesetz geschützt. In der Liste der Naturdenkmale des Werra-Meißner-Kreises hat der Baum die Nummer ND 636.036.